# Style auriculaire
Le style auriculaire ou style lobé (en néerlandais : kwabstijl ; allemand : Ohrmuschelstil) est un style de décoration ornementale, principalement trouvé en Europe du Nord dans la première moitié du XVIIe siècle, reliant le maniérisme nordique et le baroque. Le style était particulièrement important dans l'orfèvrerie, mais était également utilisé dans les ornements architecturaux mineurs tels que les portes et fenêtres, les cadres et une grande variété d'arts décoratifs. Il utilise des formes abstraites fluides en relief, parfois asymétriques, dont la ressemblance avec la vue latérale de l'oreille humaine lui donne son nom, ou du moins ses « formes ondulantes, glissantes et désossées portent parfois une suggestion de l'intérieur d'une oreille ou d'une conque ». Il est souvent associé à des formes animales marines stylisées, ou à des masques et des formes ambigus.
Dans certaines autres langues européennes, le style est couvert par l'équivalent local du terme « baroque cartilagineux (en) », car les formes peuvent ressembler à du cartilage (par exemple Knorpelbarock en allemand, bruskbarokk en norvégien, bruskbarok en danois). Cependant, ces termes peuvent être appliqués assez largement et vaguement à une vaste gamme de styles d'ornement maniériste et baroque du Nord. En néerlandais, un style « dauphin et mollusque » est mentionné.

## Ferronnerie

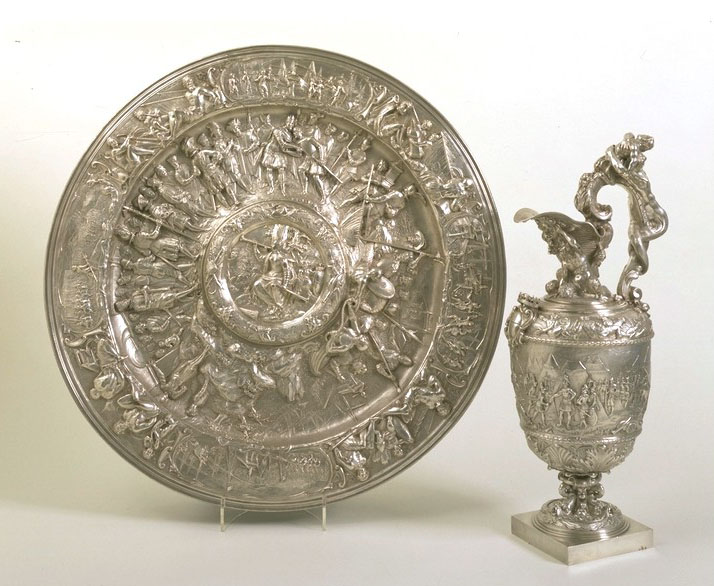
Lavazzo Tavarone et Giovanni Aelbosca Belga, Aiguière et bassin Lomellini, 1621-1622, Londres, V&A.

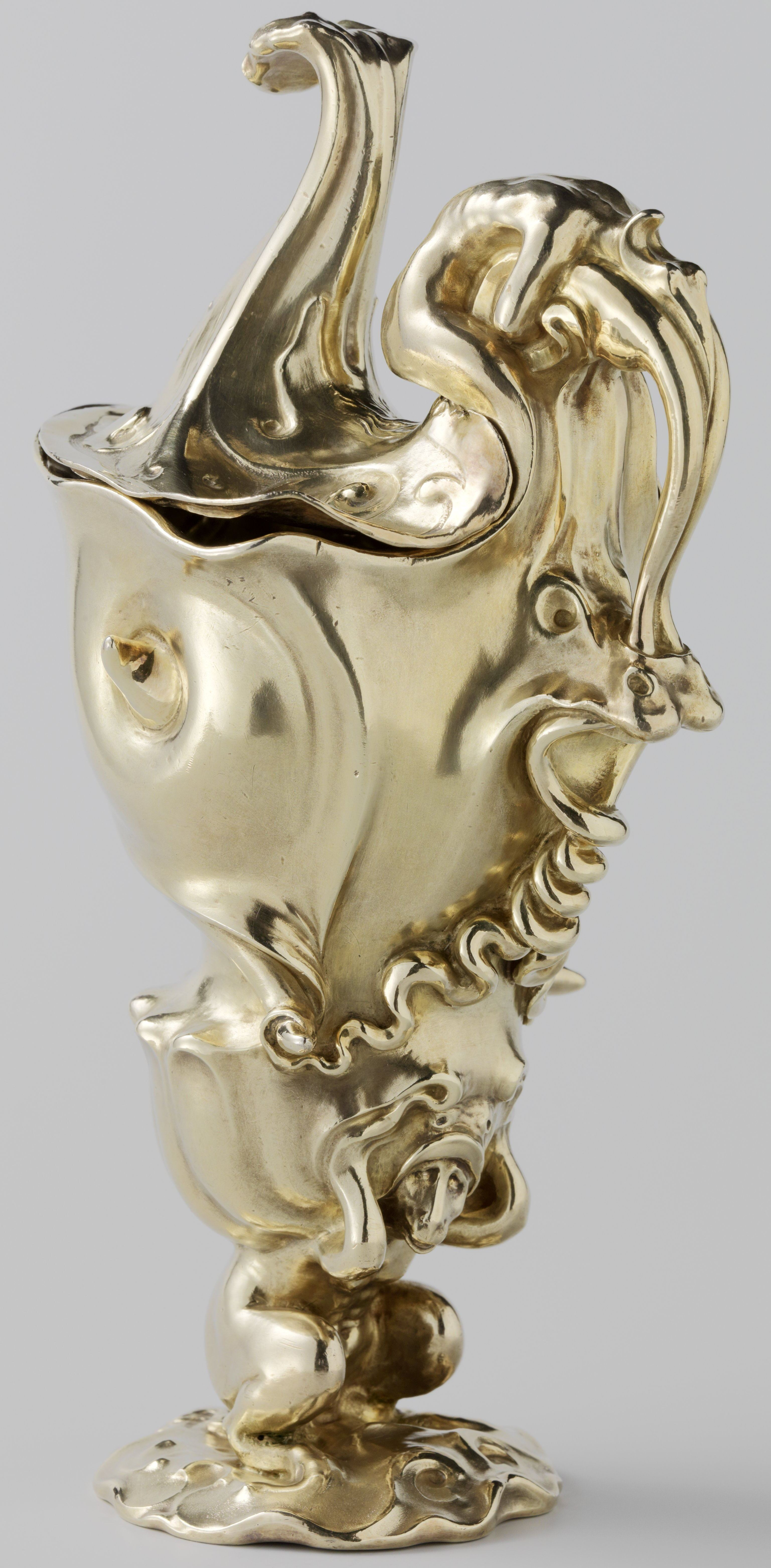
Adam van Viannen, Aiguière, 1614, Amsterdam, Rijksmuseum.

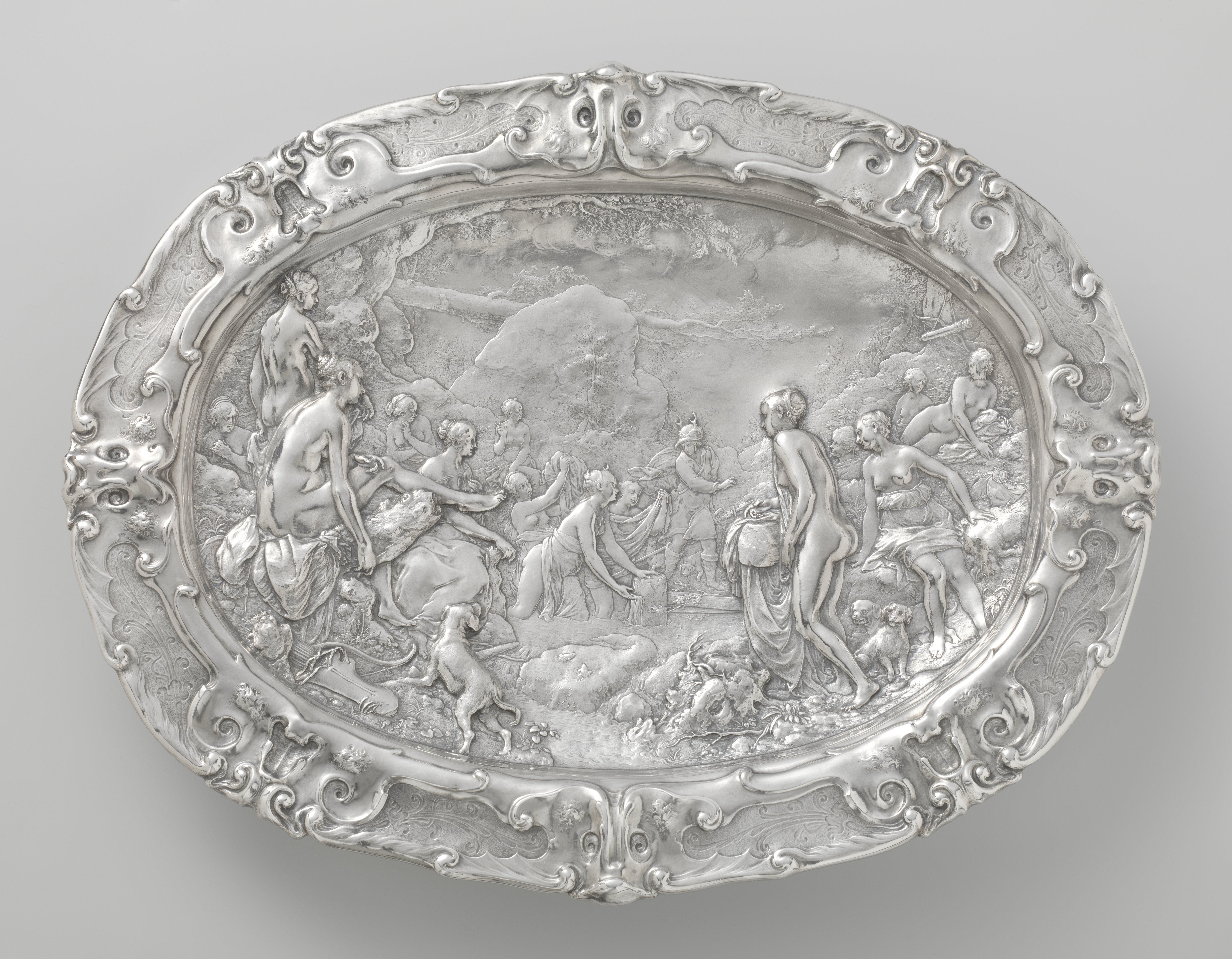
Plateau de Diane et Actéon, Paul van Vianen, 1613

Bien qu'il y eut quelques précédents chez des artistes maniéristes italiens tels que Giulio Romano et Enea Vico, le style auriculaire peut être trouvé pour la première fois dans l'important livre d'ornement, Architectura: Von Außtheilung, Symmetria und Proportion der Fünff Seulen..., par Wendel Dietterlin de Stuttgart, dans la deuxième édition de 1598. Il peut être trouvé dans les dessins de Hans Vredeman de Vries aux Pays-Bas et a été utilisé le plus efficacement entre les mains des orfèvres d'Utrecht Paul et Adam van Vianen, et de l'élève de Paul Johannes Lutma, qui s'est installé à Amsterdam. Un autre orfèvre hollandais qui a travaillé dans le style auriculaire était Thomas Bogaert (1597-1653). Au milieu du siècle, des dessins d'assiettes de M. Mosyn ont été publiés à Amsterdam. Christian van Vianen, un fils d'Adam, a travaillé en Angleterre à la cour de Charles Ier et Charles II, et y a diffusé le style. Une tasse russe au Walters Art Museum a été fabriquée en Russie en 1650–1670 dans un style auriculaire qui a probablement été copié à partir de pièces apportées par des commerçants hollandais, peut-être comme cadeaux pour faciliter les accords commerciaux.
Dans la ferronnerie, le style était en harmonie avec la nature malléable du matériau, donnant souvent l'impression que l'objet commence à fondre. Elle contrastait avec le style maniériste précédents qui était fait de scènes figuratives bondées, comme par exemple dans l'Aiguière et bassin Lomellini (en) ci-contre. Cependant, certains travaux ont réussi à combiner les deux styles, comme dans un argent doré aiguière et bassin de 1630, a fait à Delft et maintenant à Utrecht, avec des éléments auriculaires remplaçant le motif du cuir découpé.
La plupart des œuvres clés se trouvent aux Pays-Bas, en particulier le Rijksmuseum d'Amsterdam, dont la collection comprend des ensembles d'aiguières et de bassins de Paul van Vianen (1613, avec Diana et Callisto) et Johannes Lutma (1647). Une aiguière commémorative dorée (en) d'Adam van Vianen (1614) est particulièrement importante.
L'aiguière d'Adam van Vianen est « une œuvre étonnamment originale qui est en grande partie abstraite et complètement sculpturale dans sa conception ». Elle a été commandée par la guilde des orfèvres d'Amsterdam pour commémorer la mort de Paul, bien qu'aucun frère ne vive à Amsterdam ou ne soit membre de la guilde. La pièce est devenue célèbre et apparaît dans plusieurs peintures hollandaises de l'âge d'or, à la fois des natures mortes et des peintures d'histoire, sans doute en partie parce que sa forme bizarre lui permettait de passer pour un objet d'une terre ancienne et étrangère, notamment pour figurer des scènes de l'Ancien Testament. Selon James Trilling, c'est « l'une des rares œuvres ornementales qui mérite d'être reconnue comme un tournant dans l'histoire de l'art. La percée de Van Vianen a été l'introduction d'une forme incomplète ou indéterminée, qui a ouvert la voie à la fois à l'ornement rococo et moderniste ». Il a été fait par la technique du repoussé à partir d'une seule feuille d'argent, et le repoussé était la principale technique utilisée dans l'argent auriculaire.
Le plateau de Diane et Actéon (en) de 1613 de Paul van Vianen (Rijksmuseum) montre des scènes du mythe de Diane et Actéon, avec une bordure de style auriculaire.
Le bassin des dauphins, qui avait probablement autrefois une aiguière assortie, est une forme asymétrique aux motifs aqueux de Christian van Vianen (1635), maintenant au Victoria and Albert Museum de Londres.

## Autres applications
Le style était également présent dans le bois sculpté et utilisé pour les meubles et surtout les cadres. Différentes variétés sont devenues populaires dans les cadres anglais et néerlandais. Un type anglais est connu sous le nom de Sunderland frames après les cadres que Robert Spencer, 2e comte de Sunderland en a utilisé dans sa demeure d'Althorp.
Vers le milieu du siècle, le cardinal Léopold de Médicis avait adopté le style auriculaire pour les encadrements de sa grande collection d'images au palais Pitti à Florence. Il avait peut-être été influencé par Stefano della Bella. Ces cadres Médicis étaient plus tridimensionnels que les autres styles de cadre. Les styles d'encadrement étaient durables et ont survécu suffisamment longtemps pour être revigorés par le Rococo.
Le style était également utilisé dans des cartouches que ce soit pour des utilisations en trois dimensions ou pour des ex-libris. Il a ensuite influencé l'ornement rococo puis l'Art nouveau.